# Tyson Kidd
Theodore James "TJ" Wilson (Calgary, 11 de julho de 1980) é um ex-lutador de wrestling profissional canadense, que trabalhava para a WWE,  como Tyson Kidd.
Na WWE, Wilson já foi uma vez Campeão Mundial de Duplas e duas vezes Campeão de Duplas da WWE, uma das vitórias com David Hart Smith, com Natalya, namorada de Kidd, eles formaram a The Hart Dynasty e outra com Cesaro.

## Carreira

### Treinamento
Wilson treinou no Dungeon ("Calabouço") de Stu Hart em Calgary, Alberta, Canadá. Wilson aperfeiçoou sua técnica ao treinar com Tokyo Joe, que o ajudou a trabalhar para a New Japan Pro Wrestling (NJPW) e na Inglaterra. Ele lutou sua primeira luta na Stampede Wrestling em Calgary aos 15 anos, em 1995. Aos 16 anos, ele lutou a primeira luta de um evento não-televisionado em Calgary para a World Wrestling Federation, em uma dupla com Andrew Picarnic contra Teddy Hart e Harry Smith. No ano seguinte, Wilson passou a treinar com Bret Hart.

### Japão, Reino Unido e Stampede Wrestling
Em abril de 2002, Wilson passou a lutar no Japão. Ele realizou cinco turnês no país,  including participando do Torneio Best of the Super Juniors de 2003 na NJPW. Em 2004, TJ Wilson participou de uma turnê no Reino Unido com a All Star Wrestling. Ele competiu ao redor do país, lutando várias vezes por semana durante dois meses.
Como parte do Stampede Wrestling, Wilson ganhou o apelido de "Stampede Kid" ("O Garoto de Stampede"). Ele ganhou seu primeiro título em fevereiro de 2004, como parceiro de Bruce Hart e Stampede Wrestling International Tag Team Champion, substituindo o lesionado Teddy Hart. Ele ganhou o Stampede British Commonwealth Mid-Heavyweight Championship em 15 de outubro de 2004 ao derrotar Duke Durrango. Em outubro de 2005, Wilson e Durrango se tornaram roteiristas da Stampede Wrestling. Em 15 de setembro de 2006, Wilson derrotou Apocalypse e ganhou o Stampede North American Heavyweight Championship em uma luta no intervalo do jogo Calgary Stampeders vs. Winnipeg Blue Bombers da Canadian Football League no McMahon Stadium. Em 10 de novembro de 2006, Wilson substituiu o Tag Team Champion Pete Wilson, que havia se lesionado, e se tornou o novo parceiro de Juggernaut. Wilson lutou sua última luta individual em 26 de janeiro de 2006, sendo derrotado por Apocalypse. Ele retornou em 9 de fevereiro de 2007, lutando sua última luta, defendendo seu International Tag Team Championship, contra The A-Team (Michael Avery e Dusty Adonis). Ele e Juggernaut venceram a luta, no entanto, Wilson deu os títulos para o A-Team.

### World Wrestling Entertainment (WWE) (2006-presente)

#### Territorios de desenvolvimentos (2006-2008)
Wilson foi contratado pela World Wrestling Entertainment em novembro de 2006, após receber ótimas avaliações do treinador Bill DeMott. Ele foi mandado para o Deep South Wrestling (DSW) em fevereiro de 2007, com sua namorada Nattie Neidhart. Quando a DSW e WWE acabaram seu acordo, Wilson foi mandado para a Florida Championship Wrestling. No fim de 2007, ele trabalhou com Harry Smith, Nattie Neidhart, Teddy Hart e Ted DiBiase, Jr. como Next Generation Hart Foundation.
Em 1 de dezembro de 2007, ganhou o FCW Southern Heavyweight Championship ao derrotar Afa, Jr. em uma ladder match. Ele perdeu o título para Ted DiBiase, Jr. em 18 de dezembro. Na metade de 2008, ele formou novamente uma dupla com Smith, a qual teve como manager Natalya (Nattie Neidhart). Em 30 de outubro, eles venceram o FCW Florida Tag Team Championship, mas o perderam para Tyler Reks e Johnny Curtis em 11 de dezembro de 2008.

#### The Hart Dynasty (2009-2010)
Wilson estreou na televisão em 10 de fevereiro de 2009, na ECW on Sci Fi sob o nome de Tyson Kidd, derrotando um lutador local, Bao Nguyen. Apesar de Natalya acompanhar Kidd na ECW, ela continuou como membro oficial do SmackDown até 15 de abril de 2009, quando foi transferida para a ECW durante o Draft Suplementar. Na ECW de 12 de maio, a luta de Kidd com Finlay foi interrompida por DH Smith, então sob o nome de David Hart Smith, que atacou Finlay para auxiliar Kidd. Kidd, Smith e Neidhart formaram a The Hart Trilogy ("Trilogia Hart"), que logo foi renomeada The Hart Dynasty ("A Dinastia Hart") na ECW de 26 de maio.

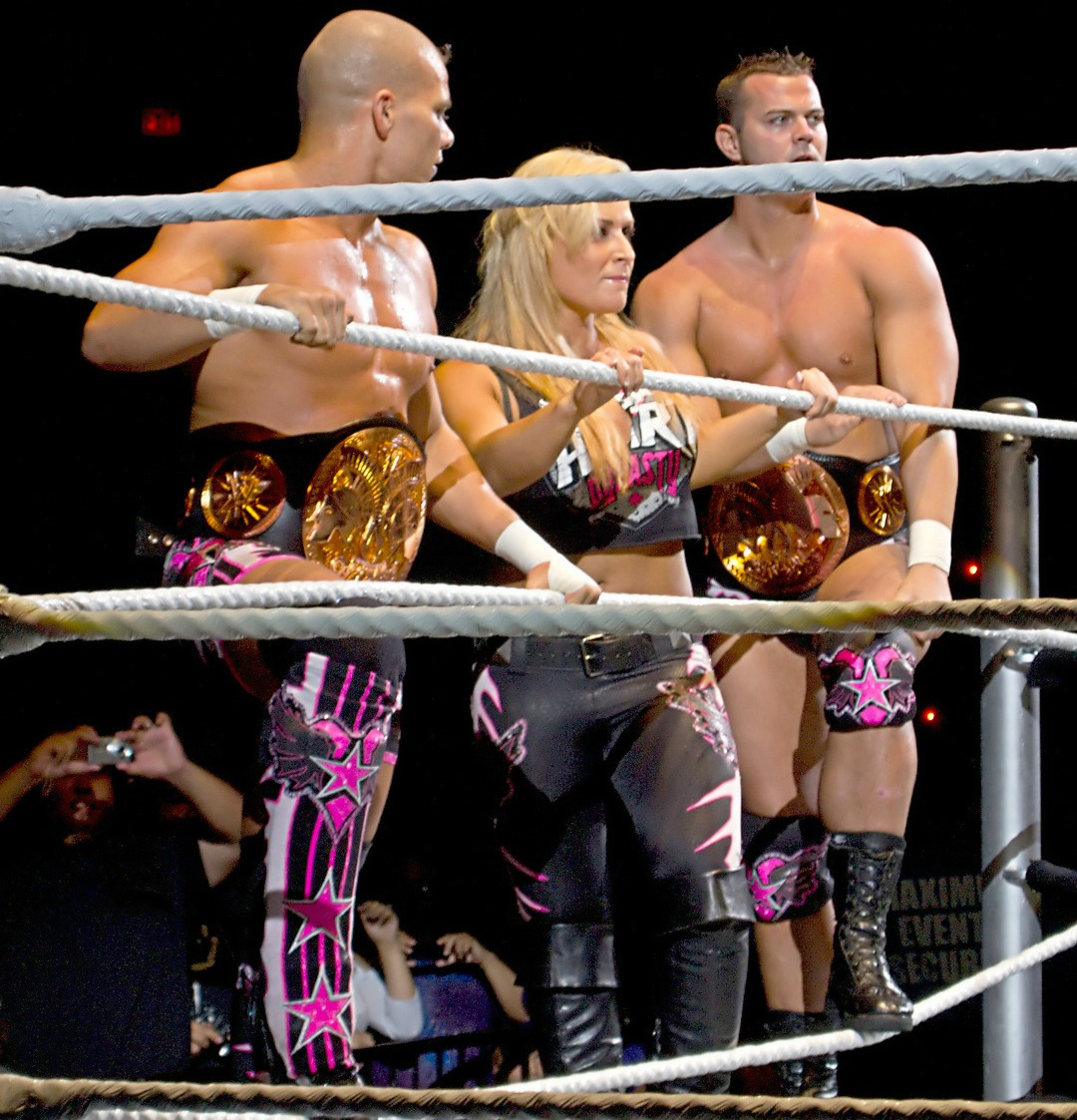
The Hart Dynasty (da esquerda para a direita) Kidd, Natalya e David Hart Smith como Campeões de Duplas da WWE em 10 de agosto de 2010.

Em 29 de junho, a Hart Dynasty foi transferida para o SmackDown. Eles começaram uma rivalidade com Cryme Tyme em julho (a rivalidade terminou em outubro). No pay-per-view Bragging Rights, Kidd e Smith participaram de uma luta sete-contra-sete com Chris Jericho, Kane, Finlay, Matt Hardy e R-Truth como parte do Time do SmackDown, derrotando o Time do Raw. A Hart Dynasty recebeu uma luta pelo Unified WWE Tag Team Championship em 25 de dezembro, no SmackDown, contra D-Generation X, mas não conseguiram ganhar os títulos. Eles começaram uma rivalidade com Hardy e The Great Khali em 22 de janeiro de 2010.
Os membros da Hart Dynasty se tornaram mocinhos no WrestleMania XXVI, ajudando Bret Hart durante sua luta contra Vince McMahon. Na noite seguinte, no Raw, derrotaram os Unified WWE Tag Team Champions ShoMiz (The Big Show e The Miz) em uma luta que não valia os títulos. Eles receberam o direito de ter luta pelo Unified Tag Team Championship durante o Extreme Rules, ao derrotar ShoMiz em uma Gauntlet match (que também incluiu as duplas John Morrison e R-Truth, e Montel Vontavious Porter e Mark Henry). No Draft de 2010, a Hart Dynasty, acompanhados por Natalya e Bret Hart, derrotaram ShoMiz, ganhando o Unified Tag Team Championship, quando Kidd Kidd obrigou Miz a desistir após um Sharpshooter.
No dia seguinte, os três membros da Hart Dynasty foram transferidos para o Raw durante o Draft Suplementar de 2010. No Raw de 10 de maio, Kidd derrotou The Miz, dando à Bret uma chance pelo WWE United States Championship, e, na semana seguinte, a Hart Dynasty ajudou Bret a ganhar o título. No Over the Limit, eles defenderam seus títulos contra Chris Jericho e The Miz. Na noite seguinte, no Raw de 24 de maio, eles foram atacados pelos Usos (Jimmy e Jey) e Tamina após uma luta, criando uma rivalidade entre os trios. No Fatal 4-Way, eles derrotaram os Usos e Tamina, quando Natalya fez o pinfall em Tamina, e Smith e Kidd derrotaram os Usos no Money in the Bank, mantendo o título. No Night of Champions, a Hart Dynasty perdeu o WWE Tag Team Championship para Cody Rhodes e Drew McIntyre em uma Tag Team Turmoil match que também envolveu os Usos, Vladimir Kozlov e Santino Marella, e Evan Bourne e Mark Henry.
Após falhar em ganhar o título de volta, Kidd e Smith passaram a discutir. Isso culminou na separação da dupla no Raw de 15 de novembro, quando Kidd se recusou a ajudar e atacou Smith em uma luta pelo WWE Tag Team Championship contra The Nexus (Justin Gabriel e Heath Slater). Na semana seguinte, Kidd enfrentou John Morrison numa luta qualificatória do King of the Ring, mas perdeu. Em 2 de dezembro, no WWE Superstars, Kidd perdeu para Smith em uma luta individual. Mais tarde, Smith ofereceu um aperto de mão, mas Kidd o estapeou. No Raw seguinte, Kidd derrotou Smith em uma revanche, durante a qual foi acompanhado por um guarda-costas, mais tarde revelado como Jackson Andrews.

#### Lutas individuais (2010-2012)
Em 26 de abril, Kidd foi transferido para o SmackDown como parte do Draft Suplementar de 2011. Ele teve sua primeira luta no programa em 6 de maio, mas perdeu para Sin Cara. No Superstars de 12 de maio, Kidd foi acompanhado ao ringue por Michael Hayes, derrotando Trent Barreta. Na semana seguinte, no entanto, Kidd foi derrotado por Yoshi Tatsu, fazendo Hayes o abandonar. Nas semanas seguintes, Kidd passou a ter um manager diferente a casa semana, com Armando Estrada, Matt Striker, Vickie Guerrero e JTG. Além disso, Kidd foi nomeado um pro na quinta temporada do NXT, mentorando Lucky Cannon, que foi o terceiro eliminado. Kidd começou uma rivalidade com Yoshi Tatsu, ainda no NXT, em uma história onde Kidd ridicularizava Yoshi por sua paixão por um boneco. Em 26 de julho, Tatsu derrotou Kidd em uma luta onde um colar com pedaços do boneco estava no topo de um mastro. Nas semanas seguintes, o vestiário de Tyson foi depredado e, durante uma luta sua com Trent Barreta, um kanji apareceu no telão, o distraindo e o fazendo perder a luta. Na semana anterior, o mesmo símbolo havia aparecido durante uma luta entre Kidd e JTG. Em 6 de setembro, o perseguidor foi revelado como sendo Tatsu, que derrotou Kidd. Nas semanas seguintes, Derrick Bateman se aliou a Kidd contra Tatsu.

#### Mocinho e International Airstrike (2012-presente)
No WWE Superstars de 26 de janeiro de 2012, Kidd se tornou um mocinho ao ser derrotado por Jinder Mahal. Sua primeira vitória como mocinho aconteceu no NXT Redemption de 1 de fevereiro, derrotando Trent Barreta. No WrestleMania XXVIII, Kidd e Justin Gabriel enfrentaram Primo e Epico e The Usos pelo WWE Tag Team Championship, mas foram derrotados. No No Way Out, Kidd e Gabriel participaram de uma luta também envolvendo Epico e Primo, The Usos e Prime Time Players para decidir os desafiantes pelos títulos de dupla, mas não venceram. No SmackDown de 29 de junho, Kidd derrotou Jack Swagger para se qualificar para a luta Money in the Bank pelo World Heavyweight Championship no evento Money in the Bank. Ele, no entanto, não venceu a luta.
No WWE Superstars de 21 de junho, Kidd e Gabriel derrotaram Curt Hawkins e Tyler Reks, um feito repetido em 26 de julho e 10 de agosto, no WWE Superstars. No SmackDown de 24 de agosto, Kidd e Gabriel, agora chamados International Airstrike, brigaram com diversos times nos bastidores. Em 31 de agosto, eles foram derrotados pelos Prime Time Players. Kidd e Gabriel participaram de um torneio para decidir os desafiantes pelo WWE Tag Team Championship no Hell in a Cell, sendo derrotados na primeira rodada por Zack Ryder e Santino Marella. No Survivor Series, Kidd e Gabriel fizeram parte do time de Brodus Clay em uma luta de eliminação. Kidd eliminou Epico e Titus O'Neil, com seu time vencendo a luta. Em janeiro de 2013, Kidd sofreu uma lesão no joelho, deixando as lutas por, estimadamente, 6 à 12 meses. Após praticamente 11 meses sem aparições em shows ao vivo, Tyson Kidd faz seu retorno no Raw de 4 de Novembro, onde faz time com Natalya para vencer Fandango e Summer Rae em uma Mixed Tag Team Match.
No WWE Fastlane em 22 de fevereiro de 2015 ele e Cesaro (tendo Natalya como manager) derrotaram os The Usos, conquistando o tag team champion.
No Extreme Rules eles perderam o título para o The New Day.

## No wrestling

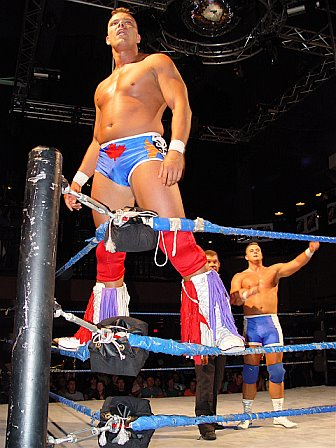
Wilson no ringue em 2007

- Movimentos de finalização
  - The Dungeon Lock (leg-trap triangle choke) - 2012-2013
  - Fisherman neckbreaker - 2011,2014-presente
  - The Code Blue[1]  - 2009-2010
  - Sharpshooter[60] - 2009-presente
  - Springboard elbow drop[61] - 2009-usado como signature 2010-presente
- Movimentos secundários
  - Ankle lock[62]
  - Várias variações de chutes
    - Nas costas[61]
    - Low-angle front drop[63]
    - Roundhouse[61]
    - Spinning heel[62]

  - Rolling Stampede[1] (rolling fireman's carry slam)
  - Slingshot leg drop em um oponente preso na segunda corda[64]
- Managers
  - Nattie Neidhart / Natalya
  - Jackson Andrews
  - Michael Hayes
  - Armando Estrada
  - Matt Striker
  - Vickie Guerrero
  - JTG
  - Curt Hawkins
- Lutadores de quem foi manager
  - Derrick Bateman
- Alcunhas
  - "The Crown Prince of ECW" ("O Príncipe da ECW") (autoproclamado)[65]
  - "The Man Of 1001 Managers" ("O Homem dos 1001 Managers")
- Músicas de entrada
  - "New Foundation" por Jim Johnston (2009–2010)[66]
    - ''Right Here,Right Now'' por CFO$ (04 de novembro de 2013 - presente)
      - "Bed of Nails" por Ronnie Smith e Neil Griffiths (2011-2013)

## Títulos e prêmios
- AWA Pinnacle Wrestling

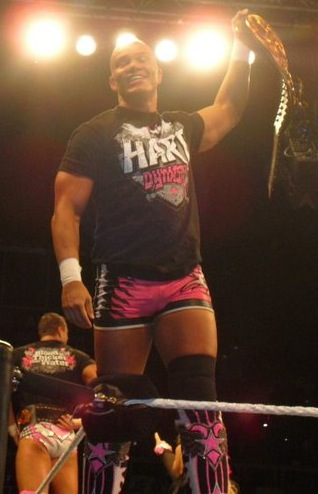
Kidd como Campeão de Duplas da WWE em setembro de 2010.

  - AWA Pinnacle Heavyweight Championship (1 vez)[1]
- Florida Championship Wrestling
  - FCW Florida Tag Team Championship (1 vez) – com DH Smith[14][15]
  - Florida Championship Wrestling (1 vez)[1]
- Great Canadian Wrestling
  - GCW National Championship (1 vez)[1]
- Prairie Wrestling Alliance
  - PWA Tag Team Championship (1 vez) – com Harry Smith[67]
  - PWA Championship (2 vezes)[1]
- Pro Wrestling Illustrated
  - PWI o colocou na #58ª posição dos 500 melhores lutadores individuais em 2010[68]
- Stampede Wrestling
  - Stampede British Commonwealth Mid-Heavyweight Championship (1 vez)[9][69]
  - Stampede International Tag Team Championship (2 vezes) – com Bruce Hart (1) e Juggernaut (1)[1][69]
  - Stampede North American Heavyweight Championship (2 vezes)[1][69]
- World Wrestling Entertainment
  - World Tag Team Championship (2 vezes) – com David Hart Smith[2]
  - WWE Tag Team Championship (2 vezes) – com David Hart Smith[3] e Cesaro